# پرورش بابی (فیلم)
پرورش بابی (انگلیسی: Bringing Up Bobby) یک فیلم در ژانر درام به کارگردانی فامکه یانسن است که در سال ۲۰۱۱ منتشر شد. از بازیگران آن می‌توان به میلا یوویچ، بیل پولمن، روری کاکرین، مارسیا کراس، و اسپنسر لیست اشاره کرد.